# Literatūros naujienos
«Литерату́рос науе́нос» (лит. «Literatūros naujienos» «Новости литературы») — литовская литературная газета.
Выходила в 1934—1938 в Каунасе, до 1937 раз в две недели, позднее ежемесячно. Издателем и редактором до 56-го номера был поэт Антанас Римидис. Редактором последних 12 номеров был поэт и критик Людас Гира. 
Газета стремилась оставаться нейтральной в политическом и эстетическом отношении, не выражая точку зрения какой-либо одной группировки. Равное внимание уделялось национальному наследию, фигурам мировой литературы и дебютам в литовской литературе. В газете под редакцией Л. Гиры все больше места стала занимать литература зарубежная. Отдельные тематические номера посвящались латышской, эстонской, русской, другим культурам и литературам.
В газету писали Винцас Миколайтис-Путинас, Балис Сруога, Казис Бинкис, Фаустас Кирша, Витаутас Алантас, Йонас Коссу-Александравичюс, Витаутас Бичюнас, Юозас Жлабис-Жянге и др. 